# Borgir (berg)
Borgir är ett berg i republiken Island. Det ligger i regionen Västlandet, 130 km norr om huvudstaden Reykjavík. Toppen på Borgir är 501 meter över havet.
Trakten runt Borgir är nära nog obefolkad, med mindre än två invånare per kvadratkilometer. Det finns inga samhällen i närheten. Trakten runt Borgir består i huvudsak av gräsmarker.